# Ostende (Argentinië)
Ostende is een plaats in het Argentijnse bestuurlijke gebied Pinamar in de provincie Buenos Aires. De plaats telt 6.073 inwoners en ligt ongeveer 360 km ten zuiden van Buenos Aires. Op 23 mei 1983 werd Ostende samengevoegd met de naburige Valeria del Mar, Pinamar en Carilo tot de fusiegemeente Pinamar.

## Voorgeschiedenis
Op het einde van de 19e eeuw hoorde het gebied toe aan Martín de Álzaga die gehuwd was met Felicitas Guerrero, een jonge vrouw van een prestigieuze familie uit Buenos Aires. Haar echtgenoot overleed in 1870 waardoor zijn eigendommen met onder meer de estancias Bella Vista, La Postrera en Laguna de Juancho in haar bezit komen. Twee jaar later overleed ze zelf als gevolg van een passionele moord.
Gezien zij kinderloos was, kwam haar erfenis in handen van haar vader Carlos Guerrero. Na zijn dood en die van zijn echtgenote Felicitas Cueto, werd het gebied in 1886 verdeeld over hun zeven kinderen. De 25 km stranden en duinen werden verdeeld over vier estancias waarvan Manuel and Enrique Guerrero de eigenaars werden. Kort daarop gingen deze eigendommen over naar José Guerrero.

## Stichting van een eerste nederzetting
De plaats werd in 1908 gesticht door de Belgen Fernando Robette en Augustin Pauli. Bedoeling was om in Zuid-Amerika een zusterstad van de Belgische badplaats te bouwen en ook 500 Belgische families naar Argentinië te laten verhuizen. Ze wilden hiermee het voorbeeld volgen van Pedro Luro die een aantal Baskische families naar Mar del Plata kon laten verhuizen.
Zij kochten van Guerrero circa 14 km² duinen en begonnen met de eerste urbanisatiewerken. Dit was niet gemakkelijk gezien het gebied afgelegen lag en de duinen zeer onstabiel waren en eerst moesten gefixeerd worden.
De plannen voor de badplaats waren van de hand van de Franse architecten Châpeaurouge en Auguste Hughier en de ingenieurs Gilardón en Weber. Het plan voorzag in diagonale lanen, ruimte voor openbare gebouwen, een station, een gemeentelijke begraafplaats en een centrale laan van 50 m breed. Het huidige stratenpatroon weerspiegelt dit nog steeds.
Bedrijven uit Oostende bouwden een pier (firma Lloyd) en het Termashotel. Bouwmaterialen worden met schepen aangevoerd vanuit de haven van Buenos Aires; deze schepen worden met paarden op het strand gesleept. In 1909 wordt de ‘nv Pueblo y Balnearia Ostende’ opgericht en in 1912 start de aanleg van de Rambla (dijk) met ondergrondse verkleedkamers.
De nieuwe stad, die op 6 april 1913 feestelijk werd ingehuldigd, kreeg snel de naam parel van de Atlantische kust en mooiste strand van Zuid-Amerika.
Met de hulp van een zekere Pilades Soldaini, eigenaar van villa Adela, kon het Termas Ostende volledig worden afgewerkt en op 13 december 1913 ingehuldigd. Het hotel telde circa tachtig kamers en was voorzien van ruime gangen, speel- en leeszalen, een pastafabriek en bakkerij, restaurants en wintertuinen. Het is tegenwoordig het Viejo Hotel Ostende.

## Eerste Wereldoorlog
De ontwikkeling van de nieuwe badplaats wordt echter geremd door nieuwe zandophopingen als gevolg van de veelvuldige zuidoostenwinden maar ook door het uitbreken van de Eerste Wereldoorlog waardoor de Belgen teruggeroepen werden om mee te strijden in de oorlog.
Het afgewerkte deel van de dijk en heel wat huizen verdwijnen alweer snel onder de duinen. Ook een kerk die in 1917 gebouwd wordt door een zekere Domino Repetto, ligt tegen 1925 alweer begraven onder het zand.
Fernando Robette sterft in 1920 en Augustin Pauli geeft het project op. De verdere ontwikkeling van Ostende wordt verdergezet door Bourel die er uiteindelijk wel in slaagt om de plannen te realiseren en de strijd tegen de duinen min of meer te winnen.
De in 1928 en onder leiding van architect Hughier aangevatte bouw van het Atlantic Palace Hotel verloopt minder vlot. Het hotel wordt niet afgewerkt, komt in handen van verschillende eigenaars en uiteindelijk in deze van de Argentijnse Vereniging van Jeugdherbergen.

## Strijd tegen de natuur
De pier, die een van de mooiste zou geweest zijn van Zuid-Amerika, leed sterk onder de aanhoudende zuidoostenwinden; ondanks zijn sterke bouw, verdween hij rond 1942. Resten ervan zijn nu nog zichtbaar bij eb.
In 1931 overnachtte Don Carlos Gesell in het Viejo hotel Ostende. Hij kon het hotel maar binnenkomen langs een terrasdeur op de eerste verdieping omdat het gelijkvloers geblokkeerd was door het zand. Ook andere toeristen kampten dikwijls met hetzelfde probleem. Op die manier had een verblijf in Ostende toch iets speciaals.

## Bereikbaarheid

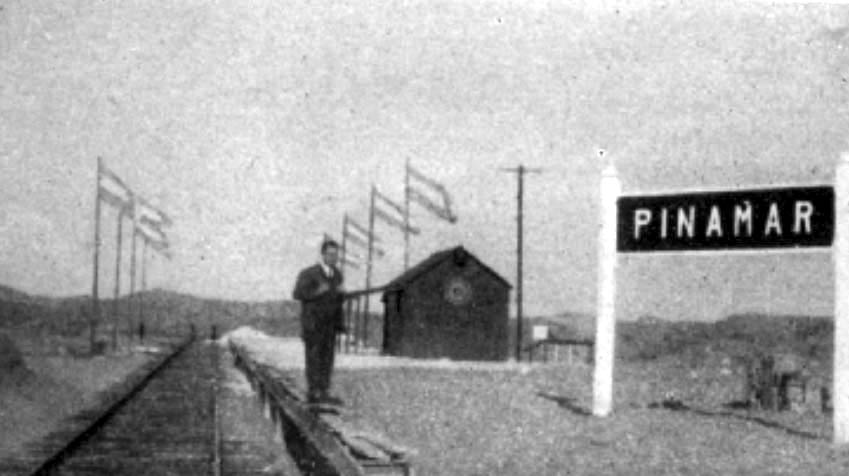
Het station van Pinamar in 1948

Ostende was in het begin van de 20e eeuw bereikbaar vanaf het spoorwegstation van Juancho, gelegen op de Ferrocarril del Sud ; de afstand tot Colonia Tokio werd overbrugd met rijtuigen maar voor de circa vier laatste kilometer kon gebruik worden gemaakt van een decauville (smalspoor/veldspoorweg). Later zou vanaf het iets meer noordelijk gelegen station van General Juan Madariaga naar Ostende een zijlijn van het hoofdspoor worden aangelegd. Deze spoorlijn bleef tot 2011 in gebruik toen na een ongeluk de lijn gesloten werd. Het tracé van deze lijn is nog gemakkelijk terug te vinden op de kaart.